# Aleksandr Radulov
Aleksandr Valer'evič Radulov (in russo Виталий Прошкин?; Nižnij Tagil, 5 luglio 1986) è un hockeista su ghiaccio russo.

## Palmarès

### Mondiali
- 3 medaglie:
  - 2 ori (Canada 2008; Svizzera 2009)
  - 1 bronzo (Russia 2007)